# 暹罗斑椋鸟
暹罗斑椋鸟（学名：Gracupica floweri）是雀形目椋鸟科的一种鸟类。分布于缅甸南部至泰国和老挝，与斑椋鸟曾被视为同一物种。

## 特征
暹罗斑椋鸟体重约83.99克，翼长约112.2毫米，嘴峰长约32.8毫米，喙宽度约6.4毫米，喙厚度约7毫米，跗蹠长约33毫米，尾长约66.6毫米。暹罗斑椋鸟在其分布区内为留鸟，其栖息在开放的灌木丛中，食性为杂食性。